# 삼예사의 종론
삼예사의 종론(-寺-宗論, 삼예의 종론, 삼예종론)은 8세기 말의 티베트 삼예사를 무대로 이루어진, 인도 불교와 중국 불교 사이의 종교 논쟁이다. 이 논쟁의 결과, 인도 불교가 승리를 거두어, 이후 티베트 불교의 방향성을 결정지었다고 할 수 있다.

## 개요
티베트 사료에서는, 삼예사를 무대로 찬포(=티베트왕)의 앞에서 논쟁하여 인도측이 승리를 거두었다고 되어 있지만, 중국 사료에서는, 서한에 따른 질의응답이 1년 이상 이어져, 중국측이 승리한 것으로 되어 있다.

## 경위

### 마하연의 도래
787년, 티베트의 토번이 돈황을 점령한 것에 따라, 마하연 선사(禪師)가 티베트로 연행되었다. 792년, 마하연은 치쏭 데쩬 왕의 칙명에 따라, 티베트 땅에서의 선교를 허가받았다. 그의 활동은 광범위한 지지를 획득해 켁 린포체 같은 승통이 된 제자를 얻거나, 황후나 대신(大臣) 부인들의 신도도 획득해, 그녀들은 출가할 정도의 상황에 이르렀다.

### 종론의 서전
옛 인도 승도는, 마하연의 활동에 이의를 제기해, 마하연측에서의 요구도 있어서, 종교 토론이 개최되게 되었다. 이 때의 토론은, 여러 차례에 이르렀지만 마하연측의 승리로 끝났다. 그 뒤에도, 인도승의 중상모략이나 대신(大臣)과 연휴한 획책은 이어졌고, 그에 대한 마하연의 문제(門弟)들의 항의 활동도 활발히 전개되었다. 결과, 794년에 마하연의 활동을 공인으로 하는 칙명이 발령되었다.

### 까말라실라의 등장
열세에 서게 된 인도승이, 인도에서 까말라실라를 초빙했다. 이후, 논쟁의 주체는 까말라실라와 마하연의 사이로 이행되었다. 최종적으로 까말라실라가 승리한 것에 따라, 797년 경에는 마하연은 돈황으로 추방당했다고 한다. 이후, 인도 불교가 티베트의 불교의 정통으로 인정받아, 그 후의 티베트 불교의 흐름이 결정지어졌다, 라고 한다.

## 참고 문헌
- 頓悟大乘正理決 (王錫, 794년)
- 부뙨불교사 (1322년)

## 같이 보기
- 삼예사
- 티베트 불교
- 우이논쟁
- 회창의 폐불